# Kryptolebias marmoratus
Kryptolebias marmoratus és un peix de la família dels rivúlids i de l'ordre dels ciprinodontiformes. Els mascles poden arribar als 7,5 cm de longitud total. Es troba als Estats Units (Florida), Bahames, Cuba, Jamaica, les Illes Caiman, el Brasil, Guaiana Francesa, Antilles Neerlandeses, Veneçuela, Belize, Mèxic i Puerto Rico.